# Réforme monétaire de 1991 en URSS
 (octobre 2021).
Si vous disposez d'ouvrages ou d'articles de référence ou si vous connaissez des sites web de qualité traitant du thème abordé ici, merci de compléter l'article en donnant les références utiles à sa vérifiabilité et en les liant à la section « Notes et références ».
La réforme monétaire de 1991 (également connue sous le nom de réforme Pavlov) fut la dernière réforme de ce type en Union soviétique. La réforme avait un caractère confiscatoire. Elle a commencé le 22 janvier 1991. Son architecte était le ministre des Finances Valentin Pavlov, qui allait devenir le dernier Premier ministre de l'Union soviétique le 14 janvier 1991.

## Aperçu
Le 22 janvier 1991, le président de l'URSS, Mikhaïl Gorbatchev, signe un décret sur le retrait de la circulation et le retrait des billets de 50 et 100 roubles émis en 1961. Cependant, deux semaines seulement avant la signature, Pavlov avait déclaré dans un discours qu'aucune réforme de ce type n'aurait lieu.
La signature du décret a été rapportée à la télévision à 21 heures, heure de Moscou, le même jour. À ce moment-là, pratiquement toutes les institutions financières et tous les magasins étaient fermés pour la journée. Les personnes qui ont appris la nouvelle se sont précipitées pour échanger leurs billets affectés par l'intermédiaire d'institutions ouvertes tard et potentiellement pas au courant, telles que les gares de transit et les taxis.
Certains ont pu envoyer des fonds importants dans des bureaux de poste à ouverture tardive, dans des gares, travaillant 24 heures sur 24 à des proches ou à eux-mêmes. Certains ont réussi à acheter des billets de train et d'avion à l'avance et à payer avec les billets concernés dans l'intention de les retourner pour remboursement en billets valides.
La réforme prévoyait que les billets de 50 et 100 roubles de 1961 pouvaient être échangés en quantités limitées par personne ou par famille par l'intermédiaire de lieux d'échange organisés sur le lieu de travail contre des billets de plus petite valeur ou contre de nouveaux billets (de 1991) de 50 et 100 roubles.
L'échange a fait l'objet de limitations importantes :
- Délais d'échange – trois jours du 23 au 25 janvier (mercredi au vendredi).
- Pas plus de 1 000 roubles par personne – un échange supplémentaire devait être demandé à titre exceptionnel pour examen par des commissions spéciales jusqu'à la fin mars 1991.

Cependant, l'échange réel était également limité par le montant d'argent disponible pour les lieux d'échange. Le retrait à la Caisse d'épargne de l'URSS — la seule banque de consommation — était également limité à 500 roubles par mois et par déposant.
En réalité, les dépôts dans plusieurs caisses d'épargne, y compris celles de différentes villes, étaient autorisés et communs. Comme il n'y avait aucun moyen technique de lier différents comptes, une décision ad hoc a été prise de noter les retraits sur les dernières pages du passeport, où les agents de la banque marquaient les montants retirés du dépôt.

## Résultats
Les plans du gouvernement n'ont réussi qu'en partie, et ont eu d'énormes effets négatifs : la procédure de confiscation a permis de retirer de la circulation 14 milliards de roubles en espèces, mais la réforme surprise, qui entendait aider à lutter contre la spéculation, les revenus du capital, la contrefaçon, la contrebande et la corruption, a entraîné une perte de confiance du public en les actions du gouvernement.
Les réformes impopulaires de la thérapie de choc en Union soviétique sous la direction de Pavlov se sont poursuivies.
Le 2 avril, tout aussi soudainement, les prix à la consommation (alors contrôlés par le gouvernement) ont été multipliés par 3 environ, le pain augmentant de 300 %, le kilogramme de bœuf de 400 % et le litre de lait de 350 %. Les salaires n'ont augmenté que de 20 à 30 %, avec un paiement unique de 60 roubles par le gouvernement. La réforme n'a pas pu empêcher l'effondrement de l'économie et finalement l'effondrement politique de l'Union soviétique.